# Valley Springs (Arkansas)
Valley Springs é uma cidade  localizada no estado americano de Arkansas, no Condado de Boone.

## Demografia
Segundo o censo americano de 2000, a sua população era de 167 habitantes.
Em 2006, foi estimada uma população de 176, um aumento de 9 (5.4%).

## Geografia
De acordo com o United States Census Bureau, a localidade tem uma área de 1,2 km², sem área coberta por água.

## Localidades na vizinhança
O diagrama seguinte representa as localidades num raio de 16 km ao redor de Valley Springs.